# Herpf
Herpf este o comună din landul Turingia, Germania.